# Nieuwe Boeren
Nieuwe Boeren was een Nederlands reality-programma uit 2021, gepresenteerd door Anita Witzier. In het programma moesten twaalf kandidaten volledig zelfvoorzienend, zonder elektriciteit, zonder wifi en zonder stromend water een maand lang overleven. Het programma werd uitgezonden door de publieke omroep KRO-NCRV.

## Format
Eén maand lang overleven 12 kandidaten op een boerderij waar de tijd heeft stilgestaan. Volledig zelfvoorzienend, zonder elektriciteit, zonder wifi en zonder stromend water. De kandidaten moeten niet alleen samenwerken, ze zijn ook concurrenten van elkaar.
Het begint allemaal met het kiezen van een herenboer. Die herenboer heeft als enige een eigen slaapkamer, terwijl de rest op zolder slaapt. De herenboer kiest ook de eerste duellist, iemand uit de groep die het in een duel gaat opnemen tegen een tegenstander naar keuze. De tegenstander mag kiezen uit kunde, kracht of kennis. De winnaar mag blijven. De verliezer gaat naar huis, maar bepaalt nog wel wie de nieuwe herenboer wordt.
Tijdens hun verblijf op de boerderij krijgen de nieuwe boeren ook extra taken die worden uitgedeeld door de échte boeren, Arnold en Rianne. Na een maand zijn er nog vier boeren over, die onderling mogen bepalen hoe het geld dat op de boerderij is verdiend, wordt verdeeld. 
Het verdelen gaat door middel van vertrouwen. De vier overgebleven winnaars krijgen 2 kaarten, een rode en een witte. Er zijn vijf mogelijke uitkomsten. Als alle 4 personen de witte kaart inzetten, wordt het bedrag door vieren verdeeld. Als 1 persoon de rode kaart inzet gaat het hele bedrag naar die persoon. Als 2 personen de rode kaart inzetten wordt het bedrag verdeeld tussen hen. Als 1 persoon een witte kaart inzet gaat het hele bedrag naar degene die de witte kaart inzet. De laatste mogelijkheid is dat er 4 rode kaarten worden ingezet. Dan krijgt niemand het bedrag.

## Afleveringen
Tijdens het verdelen hebben alle winnaars de witte kaart ingezet, waardoor elk van hen naar huis ging met een bedrag van €3.750,-. 
| Aflevering | Uitzenddatum     | kijkcijfers |
| ---------- | ---------------- | ----------- |
| Afl. 1     | 1 januari 2021   | -           |
| Afl. 2     | 7 januari 2021   | 1.698.000   |
| Afl. 3     | 9 januari 2021   | 666.000     |
| Afl. 4     | 14 januari 2021  | 1.644.000   |
| Afl. 5     | 21 januari 2021  | 1.465.000   |
| Afl. 6     | 28 januari 2021  | 1.883.000   |
| Afl. 7     | 4 februari 2021  | 1.843.000   |
| Afl. 8     | 11 februari 2021 | 1.756.000   |
| Afl. 9     | 18 februari 2021 | 1.923.000   |
| Afl. 10    | 25 februari 2021 | 1.779.000   |
| Afl. 11    | 4 maart 2021     | 925.000     |

## Deelnemers
| Naam      | Leeftijd | Beroep / studie              | Afl. 1 | Afl 2. | Afl. 3 | Afl. 4 | Afl. 5 | Afl. 6 | Afl. 7 | Afl. 8 | Afl. 9 | Afl. 10 | Afl. 11 | Opmerking                         |
| --------- | -------- | ---------------------------- | ------ | ------ | ------ | ------ | ------ | ------ | ------ | ------ | ------ | ------- | ------- | --------------------------------- |
| Nathalie  | 45       | Beweeg- en leefstijladviseur |        |        |        |        |        |        |        |        |        |         | Finale  | Tevens de winnaar vanaf afl. 10.  |
| Jethro    | 40       | Kok                          |        |        |        |        |        |        |        |        |        |         | Finale  | Winnaar                           |
| Francoise | 33       | Horecaondernemer             |        |        |        |        |        |        |        |        |        |         | Finale  | Winnaar                           |
| Thijs     | 25       | Student Diergeneeskunde      |        |        |        |        |        |        |        |        |        |         | Finale  | Winnaar                           |
| Sabine    | 26       | Medewerker paardenranch      |        |        |        |        |        |        |        |        |        |         | Finale  | Verloor duel 'kracht' van Thijs.  |
| Jos       | 54       | Hovenier                     |        |        |        |        |        |        |        |        |        |         |         | Verloor duel 'kennis' van Sabine. |
| Romy      | 23       | Productie-assistent          |        |        |        |        |        |        |        |        |        |         |         | Verloor duel 'kennis' van Jethro. |
| Claire    | 53       | Kok en eigenaar klusbedrijf  |        |        |        |        |        |        |        |        |        |         |         | Verloor duel 'kracht' van Romy.   |
| Akaash    | 28       | Accountmanager               |        |        |        |        |        |        |        |        |        |         |         | Verloor duel 'kracht' van Jos.    |
| Yvonne    | 58       | Kunstenaar                   |        |        |        |        |        |        |        |        |        |         |         | Verloor duel 'kracht' van Claire. |
| Bram      | 30       | Steward                      |        |        |        |        |        |        |        |        |        |         |         | Verloor duel 'kunde' van Jethro.  |
| Dennis    | 24       | Verkoper electronica         |        |        |        |        |        |        |        |        |        |         |         | Verloor duel 'kennis' van Jethro. |

 Deelnemer moest deze aflevering het spel verlaten.
 Deelnemer uit het spel.
 Deelnemer is nog in het spel.
 Deelnemer is in deze aflevering de (nieuwe) herenboer.